# جان سندبلوم
جان سندبلوم (انگلیسی: John Sandblom; ۵ ژوئیهٔ ۱۸۷۱ – ۲۴ ژوئیهٔ ۱۹۴۸) قایقران قایق بادبانی، پزشک، و دندان‌پزشک اهل سوئد بود.